# Gravesham (circonscription du Parlement britannique)
Circonscription parlementaire de la Chambre des communes
La circonscription de Gravesham est une circonscription parlementaire britannique. Située dans le Kent, elle correspond grossièrement au borough de Gravesham.
Cette circonscription a été créée en 1983, à partir de l'ancienne circonscription de Gravesend. Depuis 2005, elle est représentée à la Chambre des communes du Parlement britannique par Adam Holloway, du Parti conservateur.

## Members of Parliament
| Élection | Élection | Membre         | Membre | Parti        |
| -------- | -------- | -------------- | ------ | ------------ |
|          | 1983     | Tim Brinton    |        | Conservateur |
|          | 1987     | Jacques Arnold |        | Conservateur |
|          | 1997     | Chris Pond     |        | Travailliste |
|          | 2005     | Adam Holloway  |        | Conservateur |

## Élections

### Élections dans les années 2010
| Parti         | Parti                | Candidat             | Voix   | %    | ±     |
| ------------- | -------------------- | -------------------- | ------ | ---- | ----- |
|               | Conservateur         | Adam Holloway        | 29,580 | 62,2 | +6.6  |
|               | Travailliste         | Lauren Sullivan      | 13,999 | 29,4 | -7.1  |
|               | Libéral Démocrate    | Ukonu Obasi          | 2,584  | 5,4  | +3.0  |
|               | Green                | Marna Gilligan       | 1,397  | 2,9  | +1.5  |
| Majorité      | Majorité             | Majorité             | 15,581 | 32,8 | +13.7 |
| Participation | Participation        | Participation        | 47,560 | 64,9 | -2.2  |
|               | Conservateur retenir | Conservateur retenir | Swing  | +6.8 |       |

| Parti         | Parti                | Candidat             | Voix   | %    | ±     |
| ------------- | -------------------- | -------------------- | ------ | ---- | ----- |
|               | Conservateur         | Adam Holloway        | 27,237 | 55,6 | +8.8  |
|               | Travailliste         | Mandy Garford        | 17,890 | 36,5 | +6.4  |
|               | UKIP                 | Emmanuel Feyisetan   | 1,742  | 3,6  | -15.0 |
|               | Libéral Démocrate    | James Willis         | 1,210  | 2,5  | +0.3  |
|               | Green                | Marna Gilligan       | 723    | 1,5  | -0.8  |
|               | Indépendant          | Michael Rogan        | 195    | 0,4  | n/a   |
| Majorité      | Majorité             | Majorité             | 9,347  | 19,1 | +2.4  |
| Participation | Participation        | Participation        | 49,106 | 67,2 | -0.3  |
|               | Conservateur retenir | Conservateur retenir | Swing  | +1.2 |       |

| Parti         | Parti                | Candidat               | Voix   | %    | ±     |
| ------------- | -------------------- | ---------------------- | ------ | ---- | ----- |
|               | Conservateur         | Adam Holloway          | 23,484 | 46,8 | −1.7  |
|               | Travailliste         | Tanmanjeet Singh Dhesi | 15,114 | 30,1 | +1.3  |
|               | UKIP                 | Sean Marriott          | 9,306  | 18,6 | +13.8 |
|               | Green                | Mark Lindop            | 1,124  | 2,2  | +0.8  |
|               | Libéral Démocrate    | Anne-Marie Bunting     | 1,111  | 2,2  | −11.1 |
| Majorité      | Majorité             | Majorité               | 8,370  | 16,7 | -3.0  |
| Participation | Participation        | Participation          | 50,139 | 67,5 | +0.1  |
|               | Conservateur retenir | Conservateur retenir   | Swing  | −1.5 |       |

| Parti         | Parti                | Candidat             | Voix   | %    | ±     |
| ------------- | -------------------- | -------------------- | ------ | ---- | ----- |
|               | Conservateur         | Adam Holloway        | 22,956 | 48,5 | +4.8  |
|               | Travailliste Co-op   | Kathryn Smith        | 13,644 | 28,8 | −13.4 |
|               | Libéral Démocrate    | Anna Arrowsmith      | 6,293  | 13,3 | +2.6  |
|               | UKIP                 | Geoffrey Clark       | 2,265  | 4,8  | +2.9  |
|               | Démocrates anglais   | Steve Uncles         | 1,005  | 2,1  | N/A   |
|               | Green                | Richard Crawford     | 675    | 1,4  | N/A   |
|               | Indépendant          | Alice Dartnell       | 465    | 1,0  | N/A   |
| Majorité      | Majorité             | Majorité             | 9,312  | 19,7 | +18.3 |
| Participation | Participation        | Participation        | 47,303 | 67,4 | +1.6  |
|               | Conservateur retenir | Conservateur retenir | Swing  | +9.1 |       |

### Élections dans les années 2000
| Parti         | Parti                                   | Candidat                                | Voix   | %    | ±    |
| ------------- | --------------------------------------- | --------------------------------------- | ------ | ---- | ---- |
|               | Conservateur                            | Adam Holloway                           | 19,739 | 43,7 | +4.9 |
|               | Travailliste                            | Chris Pond                              | 19,085 | 42,2 | −7.7 |
|               | Libéral Démocrate                       | Bruce Parmenter                         | 4,851  | 10,7 | +1.5 |
|               | UKIP                                    | Geoff Coates                            | 850    | 1,9  | −0.2 |
|               | English Independence Party              | Christopher Nickerson                   | 654    | 1,4  | N/A  |
| Majorité      | Majorité                                | Majorité                                | 654    | 1,4  | N/A  |
| Participation | Participation                           | Participation                           | 45,179 | 65,8 | +3.1 |
|               | Conservateur vainqueur sur Travailliste | Conservateur vainqueur sur Travailliste | Swing  | +6.3 |      |

| Parti         | Parti                | Candidat             | Voix   | %    | ±     |
| ------------- | -------------------- | -------------------- | ------ | ---- | ----- |
|               | Travailliste         | Chris Pond           | 21,773 | 49,9 | +0.2  |
|               | Conservateur         | Jacques Arnold       | 16,911 | 38,8 | −0.1  |
|               | Libéral Démocrate    | Bruce Parmenter      | 4,031  | 9,2  | +1.5  |
|               | UKIP                 | William Jenner       | 924    | 2,1  | N/A   |
| Majorité      | Majorité             | Majorité             | 4,862  | 11,1 | +0.3  |
| Participation | Participation        | Participation        | 43,639 | 62,7 | −14.1 |
|               | Travailliste retenir | Travailliste retenir | Swing  | −0.2 |       |

### Élections dans les années 1990
| Parti         | Parti                                   | Candidat                                | Voix   | %     | ± |
| ------------- | --------------------------------------- | --------------------------------------- | ------ | ----- | - |
|               | Travailliste                            | Chris Pond                              | 26,460 | 49,69 |   |
|               | Conservateur                            | Jacques Arnold                          | 20,681 | 38,84 |   |
|               | Libéral Démocrate                       | Merilyn Canet                           | 4,128  | 7,75  |   |
|               | Référendum                              | Patricia Curtis                         | 1,441  | 2,71  |   |
|               | Independent Labour                      | Anthony Leyshon                         | 414    | 0,78  |   |
|               | Natural Law                             | David Palmer                            | 129    | 0,24  |   |
| Majorité      | Majorité                                | Majorité                                | 5,779  | 10,85 |   |
| Participation | Participation                           | Participation                           | 53,253 | 76,86 |   |
|               | Travailliste vainqueur sur Conservateur | Travailliste vainqueur sur Conservateur | Swing  |       |   |

| Parti         | Parti                    | Candidat              | Voix   | %    | ±    |
| ------------- | ------------------------ | --------------------- | ------ | ---- | ---- |
|               | Conservateur             | Jacques Arnold        | 29,322 | 49,7 | −0.4 |
|               | Travailliste             | Graham A. Green       | 23,829 | 40,4 | +5.5 |
|               | Libéral Démocrate        | Derek R. Deedman      | 5,269  | 8,9  | −6.2 |
|               | Indépendant              | AJ Bunstone           | 273    | 0,5  | N/A  |
|               | Conservateur indépendant | REB Khilkoff-Boulding | 187    | 0,3  | N/A  |
|               | Independent Socialist    | BJ Buxton             | 174    | 0,3  | N/A  |
| Majorité      | Majorité                 | Majorité              | 5,493  | 9,3  | −5.9 |
| Participation | Participation            | Participation         | 59,054 | 83,4 | +4.1 |
|               | Conservateur retenir     | Conservateur retenir  | Swing  | −3.0 |      |

### Élections dans les années 1980
| Parti         | Parti                | Candidat             | Voix   | %     | ± |
| ------------- | -------------------- | -------------------- | ------ | ----- | - |
|               | Conservateur         | Jacques Arnold       | 28,891 | 50,1  |   |
|               | Travailliste         | Martin Coleman       | 20,099 | 34,8  |   |
|               | Liberal              | Robert Crawford      | 8,724  | 15,12 |   |
| Majorité      | Majorité             | Majorité             | 8,792  | 15,23 |   |
| Participation | Participation        | Participation        |        | 79,32 |   |
|               | Conservateur retenir | Conservateur retenir | Swing  |       |   |

| Parti         | Parti                                  | Candidat      | Voix   | %     | ± |
| ------------- | -------------------------------------- | ------------- | ------ | ----- | - |
|               | Conservateur                           | Tim Brinton   | 25,968 | 47,37 |   |
|               | Travailliste                           | John Ovenden  | 17,505 | 31,93 |   |
|               | Social Démocratique                    | M Horton      | 10,826 | 19,75 |   |
|               | National Front                         | P Johnson     | 420    | 0,77  |   |
|               | Ecologie                               | Martin Sewell | 103    | 0,19  |   |
| Majorité      | Majorité                               | Majorité      | 8,463  | 15,44 |   |
| Participation | Participation                          | Participation |        | 77,05 |   |
|               | Conservateur vainqueur (nouveau siège) |               |        |       |   |